# Cyphocaris anonyx
Cyphocaris anonyx är en kräftdjursart som beskrevs av Boeck 1871. Cyphocaris anonyx ingår i släktet Cyphocaris och familjen Cyphocarididae. Inga underarter finns listade i Catalogue of Life.